# 오로모인

오로모 주의 기

오로모인(Oromo)은 아프리카에 사는 민족 중 하나이다. 오로모는 오로모어로 "힘있는 자"를 의미한다. 에티오피아 남부의 오로미아 주에 주로 거주하고 케냐 북부에 살고있다. 에티오피아 최대의 민족으로, 갈라 족이라고도 했지만 갈라는 "미지의 사람들"을 의미하는 암하라어이며 멸칭에 해당하기 때문에 현재는 사용되지 않는다. 2007년의 인구조사에 따르면 그들은 에티오피아 인구의 약 34.5%를 차지하는 것으로 나타났으며 다른 조사에서는 그들이 인구의 40%를 차지한다고 하기도 한다. 에티오피아의 총 인구가 1억 2백만 명 이상이라는 것을 생각했을 때 오로모인은 에티오피아에서만 3천 5백만 명이 넘는다.
오로모인들은 모국어로서 오로모어를 사용하는데 아프로아시아어족의 쿠시어파의 일부이다. 오로모라는 말은 1893년에 최초로 등장했으며, 그 후 서서히 20세기 후반에 들어서서는 널리 쓰이게 되었다.
오로모인들은 그들의 전통 종교를 따랐고, 통치에서 가다 체제를 사용했다. 가다 체제에 의해 선출된 지도자는 8년 동안만 권력을 잡게 되며, 8년마다 선거가 있다. 15세기부터 17세기까지 오로모인은 북에티오피아의 "제민 메사핀트(Zemene Mesafint)" 정계의 지배적이었다. 오로모인의 일부는 전통 신앙을 유지했지만, 대부분은 몇 세기에 걸쳐서 기독교인이나 모슬렘이 되었다. 일부는 아프리카의 뿔에서 기독교인들과 남부와 동부의 모슬렘들과의 전쟁에 동참하기도 하였다.

## 같이 보기
- 아프리카아시아어족
- 오로미아주
- 오로모어